# Toussiana
Toussiana è un dipartimento del Burkina Faso classificato come comune, situato nella Provincia di Houet, facente parte della Regione degli Alti Bacini.
Il dipartimento si compone del capoluogo e di altri 13 villaggi: Badougouya, Gouapegue, Keleya, Mou, Nianaba, Nianware, Pouanya, Semine, Tapoko, Wempea I, Wempea II, Yoya e Yorkofesso.